# Ferdinand Heidler
Ferdinand Heidler (8. prosince 1881 Dolní Chvatliny – 3. listopadu 1928 Praha) byl československý národohospodář a politik; meziválečný poslanec Revolučního národního shromáždění a ministr obchodu. Byl funkcionářem Československé strany národně socialistické.

## Život
Vystudoval gymnázium v Kolíně, práva v Praze a Vídni, obchodní vědy v Kolíně n. Rýnem. V letech 1906–1909 vyučoval národohospodářství na Českoslovanské akademii obchodní v Praze. Za 1. světové války byl členem Maffie a účastnil se domácího odboje.
V roce 1918 se stal ředitelem České cukerní komise. Se svým bratrem Gustavem Heidlerem (1883–1930) byl předním organizátorem československého cukerního průmyslu a obchodu. Je autorem Příručky národního hospodářství.
V letech 1919–1920 byl ministrem obchodu v první vládě Vlastimila Tusara. Po odchodu z vlády se věnoval obchodu s obilím. V letech 1918–1920 zasedal v Revolučním národním shromáždění. Takto je uváděn v databázi poslanců. V jmenném rejstříku poslanců je ovšem výslovně uvedeno, že členem parlamentu nebyl (vystupoval nicméně coby ministr často na jeho zasedání).

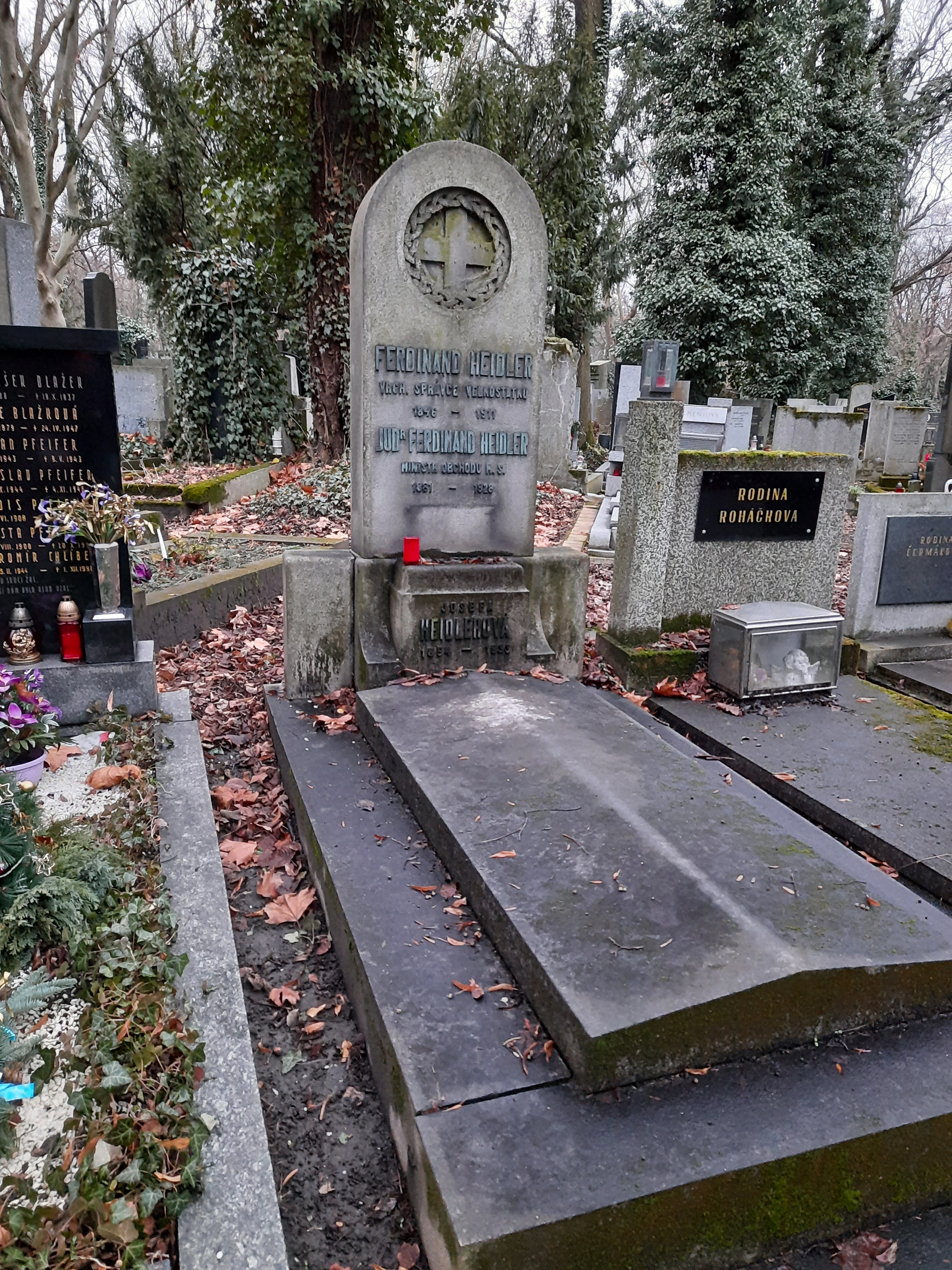
Hrob Ferdinanda Heidlera na Olšanských hřbitovech

Zemřel v listopadu 1928 po delší nemoci na hnisavou angínu. Pohřben byl na Olšanských hřbitovech.

## Rodina
Narodil se v rodině správce šternberského velkostatku v Polici. Jeho děd Ferdinand Heidler i strýcové Josef Koudela a Friedrich Heidler byli poslanci moravského zemského sněmu. Jeho bratry byli historik Jan Heidler, národohospodář Gustav Heidler a advokát Artur Heidler, jeho synovcem teolog Alexander Heidler, prasynovcem potom politik Cyril Svoboda.
Jeho manželka Eugenie (1898–1960), rozená Rybičková, byla vnučkou hudebního skladatele Václava Vlastimila Hausmanna. 